# الغزلانیه
الغزلانیة (به عربی: الغزلانیة) یک منطقهٔ مسکونی در سوریه است که در استان ریف دمشق واقع شده‌است.

## خصوصیات
الغزلانیة ۱۰٬۴۷۳ نفر جمعیت دارد.